# 1re cérémonie des Golden Globes
La 1re cérémonie des Golden Globes a eu lieu en janvier 1944 aux studios de la 20th Century Fox à Los Angeles, récompensant les films sortis en 1943 et les professionnels s'étant distingués cette année-là.

## Palmarès
- Meilleur film
  - Le Chant de Bernadette (The Song of Bernadette)
- Meilleur acteur
  - Paul Lukas pour le rôle de Kurt Muller dans Quand le jour viendra (Watch on the Rhine)
- Meilleure actrice
  - Jennifer Jones pour le rôle de Bernadette Soubirous dans Le Chant de Bernadette (The Song of Bernadette)
- Meilleur acteur dans un second rôle
  - Akim Tamiroff pour le rôle de Pablo dans Pour qui sonne le glas (For Whom the Bell Tolls)
- Meilleure actrice dans un second rôle
  - Katína Paxinoú pour le rôle de Pilar dans Pour qui sonne le glas (For Whom the Bell Tolls)
- Meilleur réalisateur
  - Henry King pour Le Chant de Bernadette (The Song of Bernadette)